# Nibiru (álbum)
Nibiru es el tercer álbum del cantante puertorriqueño Ozuna El álbum fue lanzado el día viernes 29 de noviembre de 2019, bajo la discográfica de Sony Music Latin, donde colaboró con artistas como DJ Snake, Diddy, Snoop Dogg, Swae Lee y Willy Rodríguez.

## Antecedentes
En noviembre de 2018, Ozuna había dado una pista en Twitter de que el nombre del álbum sería Nibiru. Si bien lo mencionó en un verso de su sencillo «Luz Apagá», la canción no se incluyó en el mismo. Un año después, Ozuna lo puso a disposición para guardar previamente y publicó la portada en Instagram. Se esperaba que las canciones «Cambio» y «Muito Calor», la primera una colaboración con el artista puertorriqueño Anuel AA y la segunda una colaboración con la cantante brasileña Anitta, también estuvieran en el álbum, pero no figuraron en la lista de canciones.

## Promoción
El 5 de enero de 2019 lanzó el sencillo principal «Baila baila baila». Más tarde se realizó un remix, primero en una versión MamWali con Ala Jaza y otra versión con Daddy Yankee, J Balvin, Farruko y Anuel AA, lanzada el 25 de abril de 2019. Para la continuación de la promoción se estrenaron los sencillos; «Amor genuino», «Te soñé de nuevo», «Hasta que salga el sol», «Baila baila baila», entre otros.

## Rendimiento comercial
En Estados Unidos, Aura debutó en el número 41 en el Billboard 200 de Estados Unidos, y en el número uno en la lista Billboard Top Latin Albums, con 17.000 unidades equivalentes de álbum. La suma total de la unidad marca el quinto debut más grande para un álbum latino lanzado en 2019. Adicionalmente, en México, el álbum recibió la certificación oro a solo un día de su lanzamiento.

## Lista de canciones
| N.º | Título                                        | Escritor(es) | Productor(s)                                                     | Duración |  |
| 1.  | «Nibiru»                                      | Juan Carlos Ozuna, José Aponte, Joseph Vélez y Gaby Metalico                                                           | Alex Killer y Gaby Metalico                                      | 2:39     |  |
| 2.  | «Hasta que salga el sol»                      | Ozuna y Aponte | Hi Music Hi Flow y Mally Mall                                    | 3:08     |  |
| 3.  | «Temporal» (feat. Willy Rodríguez)            | Ozuna, Aponte, Willy Rodríguez, Carlos Mercader, Joseph Vélez y Freddie Lugo                                           | Carlos Mercader, YoFred Music y Alex Killer                      | 4:00     |  |
| 4.  | «Fantasía»                                    | Ozuna, Nino Karlo, Juan G. Rivera, Jose Ortiz, Jorge Cedeño, Carlos Ortiz y Eduardo Vargas Berrios                     | Hi Music Hi Flow, Chris Jeday y Gaby Music                       | 2:55     |  |
| 5.  | «Yo tengo una gata» (feat. Sech)              | Ozuna, Mariah Méndez, Manuel Cortes, Jorge Valdés, Eduardo EbrattCamilo Vásquez y Carlos Morales                       | Dímelo Flow                                                      | 3:05     |  |
| 6.  | «Fuego»                                       | Ozuna, Nicolas I. Jaña, Sergio Roldán, Jhay Cortez, Elvin J. Roubert y Egbert Rosa                                     | Fino Como El Haze                                                | 3:11     |  |
| 7.  | «Eres top» (feat. Diddy, DJ Snake)            | Ozuna, Chauncey Lamont, Puff Daddy, William Grigahcine, Mario Winans, Michael Jones, Taurian Stropshire y Alexis Gotay | DJ Snake                                                         | 3:25     |  |
| 8.  | «Pégate»                                      | Ozuna, Aponte y Mercader                                                                                               | Hi Music Hi Flow, Alex Killer y Carlos Mercader                  | 3:19     |  |
| 9.  | «Patek» (feat. Anuel AA, Snoop Dogg)          | Ozuna, Emmanuel Gazmey, Calvin Broadus, Kedin Maisonet, Nieves, Sean Olascoaga y Héctor Ramos                          | Jowny Boom Boom, Hydro, DJ Luian y Mambo Kingz                   | 4:10     |  |
| 10. | «Difícil olvidar»                             | Ozuna, Aponte y Jean Carlos Espinell                                                                                   | YannC El Armónico                                                | 3:32     |  |
| 11. | «Sin pensar» (feat. Swae Lee)                 | Ozuna, Aponte, Nieves, Khalif Malik Shaman, Maisonet y H. Ramos                                                        | Hi Music Hi Flow, Jowny Boom Boom, Hydro, DJ Luian y Mambo Kingz | 3:17     |  |
| 12. | «Independiente»                               | Ozuna, Aponte, Espinell y Alexis Gotay                                                                                 | YannC El Armónico                                                | 2:55     |  |
| 13. | «Reggaetón en Paris» (feat. Nicky Jam, Dalex) | Ozuna, Nick Rivera, Juan Medina, Joshua Méndez, J. Valdés, Henri Pierre y Pedro David Daleccio                         | High P y Dímelo Flow                                             | 4:02     |  |
| 14. | «Te soñé de nuevo»                            | Ozuna y Saavedra | Hi Music Hi Flow, DJ Luian, Mambo Kingz, Jowny Boom Boom y Hydro | 3:18     |  |
| 15. | «Danzau»                                      | Ozuna, Aponte, Yamil Aldanondo, Luis Ángel O'Neill, Jonathan Leone, Jamal Rashid y Eric Pérez                          | Jencarlos, Mally Mall, O’Neill y Jon Leone & Bory                | 2:42     |  |
| 16. | «Amor genuino»                                | Ozuna, Lugo, Wilmer Semper, Luian Nieves, Xavier A. Semper, Héctor Ramos, Vélez y Saavedra                             | Hi Music Hi Flow, Hydro, Alex Killer, Mambo Kingz y YoFred Music | 3:00     |  |
| 17. | «Baila baila baila»                           | Ozuna, Jairo Bascope y Saavedra                                                                                        | Mambo Kingz, DJ Luian, Jowny Boom Boom y Hydro                   | 2:39     |  |
| 18. | «Qué pena»                                    | Ozuna y Bryan Argenis Taveras                                                                                          | Hi Music Hi Flow, Yazid “El Metálico” Rivera, Eliel y HACHE      | 2:32     |  |

## Posicionamiento en listas
| Listas (2019)                          | Mejor posición |
| -------------------------------------- | -------------- |
| Estados Unidos (Billboard 200)         | 41             |
| Estados Unidos (Top Latin Albums)      | 1              |
| Estados Unidos (Rolling Stone Top 200) | 52             |
| Italia (FIMI)                          | 60             |
| Suiza (Schweizer Hitparade)            | 50             |

## Certificaciones
| País           | Organismo certificador | Certificación      | Ventas certificadas | Ref    |
| -------------- | ---------------------- | ------------------ | ------------------- | ------ |
| Estados Unidos | RIAA                   | 2x Platino (Latin) | 120 000             | [ 16 ] |
| México         | AMPROFON               | Oro                | 30 000              | [ 10 ] |